# Oshima (Tokio)

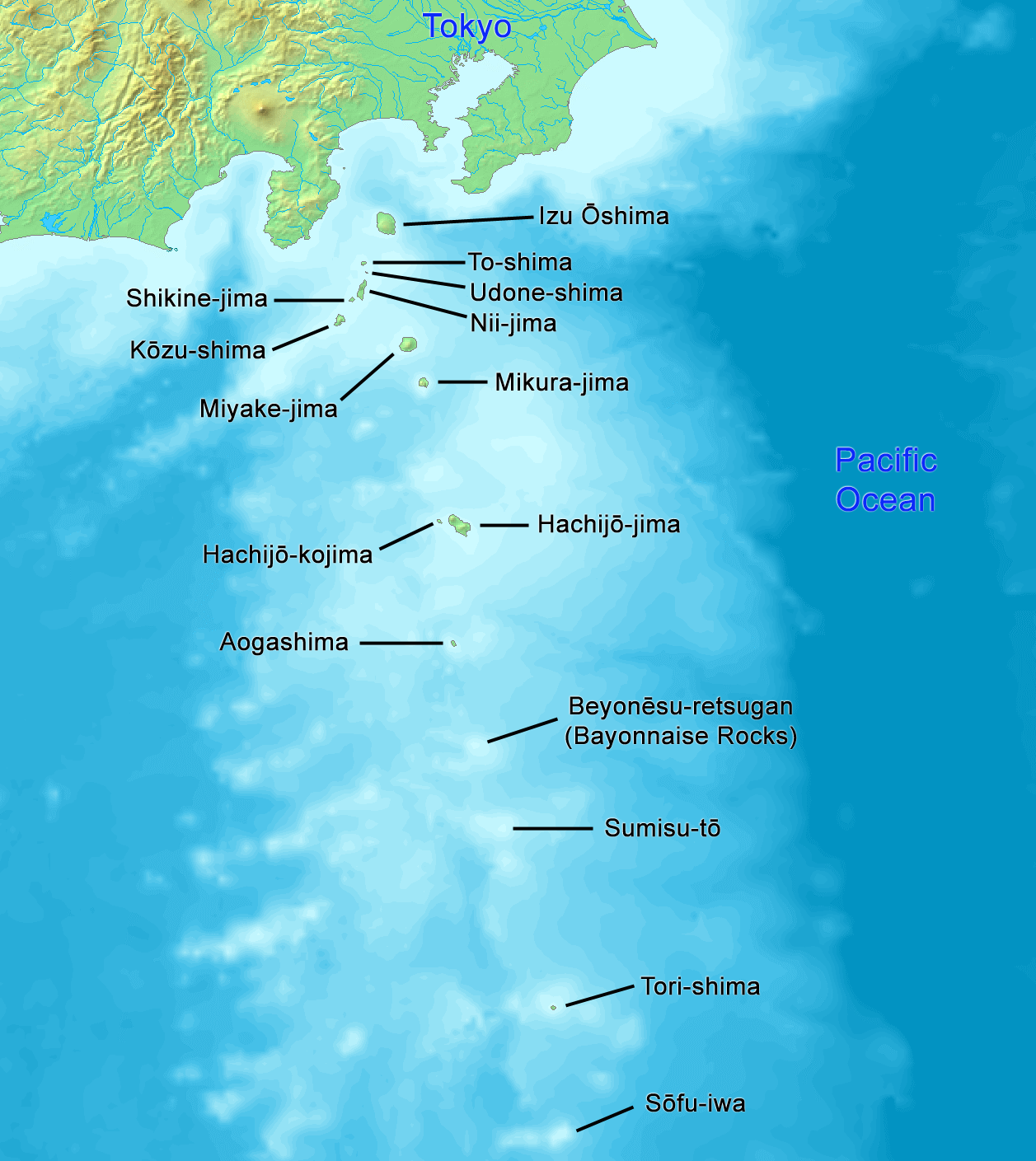
Izu-eilanden

Ōshima  (Japans: 大島支庁, Ōshima-shichō) is een subprefectuur van de prefectuur Tokio, Japan.
Ōshima heeft een oppervlakte van 141,82 km² en een bevolking van ongeveer 13621 inwoners (1 april 2008). De subprefectuur staat onder de bevoegdheid van het Overheidsbureau voor Algemene Zaken van de prefectuur Tokio (東京都総務局, Tōkyō-to sōmu kyoku ; Engels: Tokyo Metropolitan Government Bureau Of General Affairs). De subprefectuur bevindt zich op de Izu-eilanden.
Er bevindt zich 1 gemeente en drie dorpen in de subprefectuur:
- Oshima (gemeente op het eiland Izu Oshima)
- Toshima (dorp op het eiland Toshima)
- Niijima (dorp op de eilanden Niijima en Shikinejima )
- Kozushima (dorp op de eilanden Kozushima en Zenisu)

## Geschiedenis
- 1900: Het Eilandsecretariaat Ōshima (Ōshima-tocho) wordt opgericht
- 1920: Toshima, Niijima (inclusief Shikinejima), Kōzushima, Miyakejima en Mikurajima verliezen hun autonomie en komen onder de bevoegdheid van het Eilandsecretariaat Ōshima. Er worden bijkantoren opgericht op het eiland Miyakejima en Niijima.
- 1926:  Ōshima-tocho wordt omgevormd tot de subprefectuur Ōshima
- 1943: Het bijkantoor op het eiland Miyakejima wordt afgesplitst van Oshima en wordt zelfstandig onder de naam subprefectuur Miyake.